# Leucauge semiventris
Leucauge semiventris là một loài nhện trong họ Tetragnathidae.
Loài này thuộc chi Leucauge. Leucauge semiventris được Embrik Strand miêu tả năm 1908.